# 소에노 요시지
소에노 요시지(添野義二, 1947년 9월 29일 ~ )는 일본의 공수도 선수, 킥복싱 선수이다.
극진공수도 출신으로 사도관공수도를 창시하고 세계공수도연맹 사도관이라는 공수도 단체를 설립한다. 사도관 10단